# Золтан Дудаш
Золтан Дудаш (мађ. Dudás Zoltán; Мишколц, 11. август 1933 — Будимпешта, 12. новембар 1989) је био мађарски фудбалер, члан Олимпијске репрезентације Мађарске, играо је на позицији одбрамбеног играча.

## Каријера

### Клуб
Године 1951. дебитовао је у првом тиму Диошђер ВТК. Почетком 1956. године прешао је у кишпештански клуб, у Хонвед. У недовршеном шампионату 1956. године играо је на 16 утакмица у водећем тиму са неприкосновеном предношћу. Учествовао је у неовлашћеној јужноамеричкој турнеји Хонведа и због тога је био кажњен забраном играња до 7. априла 1957. године. До пензионисања 1967. године наступио је на 185 лигашких утакмица у бојама Кишпешта.

### Репрезентација
Између 1955. и 1960. године два пута се појавио у сениорској репрезентацији Мађарске. Поред тога био је члан тима који је учествовао на Олимпијским играма у Риму 1960. године, где је играо на две утакмице.

## Достигнућа
- Прва лига Мађарске у фудбалу
  - другопласирани: 1957/58, 1963, 1964
- Куп Мађарске у фудбалу (MNK)
  - победник: 1964
- Митропа куп (КПК)
  - победник: 1959.